# Teutschlbach
Der Teutschlbach ist ein rund 1,2 Kilometer langer rechter Nebenfluss des Liebochbaches in der Steiermark. Er entspringt im Süden des Ortes Gschnaidt und mündet im nördlichen Teil von Stiwoll, an der L350, in den Liebochbach.